# Listă de filme braziliene din 2001
Aceasta este o listă de filme braziliene din 2001:

## Lista
| Titlu                                        | Regizor                | Actori          | Gen              | Note                                |
| -------------------------------------------- | ---------------------- | --------------- | ---------------- | ----------------------------------- |
| Amores Possíveis                             |                        |                 |                  |                                     |
| Antônio Dias: O País Inventado               |                        |                 |                  |                                     |
| Antes Da Partida                             |                        |                 |                  |                                     |
| Arábia                                       |                        |                 |                  |                                     |
| Artesãos da Morte                            |                        |                 |                  |                                     |
| Artifícios                                   |                        |                 |                  |                                     |
| As Aventuras de Lucrécio no Mundo da Paquera |                        |                 |                  |                                     |
| Atrocidades Maravilhosas                     |                        |                 |                  |                                     |
| Behind the Sun                               | Walter Salles          | Rodrigo Santoro |                  | Produs de Arthur Cohn               |
| Brainstorm                                   |                        |                 |                  |                                     |
| Dias de Nietzsche em Turim                   |                        |                 | Drama            |                                     |
| The Happy Cricket                            | Walbercy Ribas         |                 | Animated feature | Spent over 20 years in development. |
| Lavoura Arcaica                              | Luiz Fernando Carvalho | Selton Mello    |                  |                                     |
| Xuxa e os Duendes                            |                        |                 |                  |                                     |
| O Xangô de Baker Street                      |                        | Sarah Bernhardt |                  |                                     |